# كامبو - فورميو (مترو باريس)
كامبو - فورميو (بالفرنسية: Campo-Formio)‏ هي محطة مترو تابعة لمترو باريس تقع في فرنسا في الدائرة الثالثة عشرة في باريس.

## مقالات ذات صلة
- مترو باريس
- قائمة محطات مترو باريس